# Molophilus insanus
Molophilus insanus är en tvåvingeart som beskrevs av Alexander 1970. Molophilus insanus ingår i släktet Molophilus och familjen småharkrankar. Inga underarter finns listade i Catalogue of Life.